# San Juan, Pueblo Nuevo
San Juan är en ort i Mexiko.   Den ligger i kommunen Pueblo Nuevo och delstaten Durango, i den centrala delen av landet, 800 km nordväst om huvudstaden Mexico City. San Juan ligger 2 617 meter över havet och antalet invånare är 148.
Terrängen runt San Juan är kuperad åt nordost, men åt sydväst är den platt. Runt San Juan är det mycket glesbefolkat, med 6 invånare per kvadratkilometer. Närmaste större samhälle är Estación Coyotes, 13,7 km nordost om San Juan. I omgivningarna runt San Juan växer huvudsakligen savannskog.